# NGC 661
NGC 661 is een elliptisch sterrenstelsel in het sterrenbeeld Driehoek. Het hemelobject werd op 26 oktober 1786 ontdekt door de Duits-Britse astronoom William Herschel.

## Synoniemen
- PGC 6376
- UGC 1215
- MCG 5-5-5
- ZWG 503.14